# Birtbach
Der Birtbach ist ein etwa 1,3 km langer rechter und nördlicher Zufluss der Our.

## Verlauf
Der Birtbach entsteht aus zwei Quellbächen südlich von Auf dem Birt. Er fließt in südwestlicher Richtung zwischen Wiesen und Feldern auf seiner rechten und einem Waldgebiet auf der linken Seite. Nach etwa 380 m überschreitet er die Grenze von Belgien nach Deutschland. Nachdem er von der rechten Seite durch einen Zufluss gestärkt wurde, überschreitet abermals die Grenze, diesmal von Deutschland nach Belgien und mündet schließlich nordwestlich von Sankt Vith-Andler  in die Our.